# بيسنيك هاسي
بيسنيك هاسي (بالألبانية: Besnik Hasi) (25 ديسمبر 1971 جاكوفا كوسوفو - ) هو لاعب كرة قدم ألباني معتزل لعب كلاعب وسط شغل منصب المدير الفني لنادي الأهلي السعودي كما أنه درّب أندية الرائدو أندرلخت وأولمبياكوس وليغيا وارسو سابقاً .

## وصلات خارجية
بيسنيك هاسي على موقع الاتحاد الأوربي (الإنجليزية)
- بيسنيك هاسي على موقع قاعدة بيانات كرة القدم.إي يو (الإنجليزية)
- بيسنيك هاسي على موقع ناشيونال فوتبول تيمز (الإنجليزية)
- بيسنيك هاسي على موقع Soccerbase.com (لاعب) (الإنجليزية)
- بيسنيك هاسي على موقع Soccerway.com (الإنجليزية)
- بيسنيك هاسي على موقع عالم كرة القدم.نت (الإنجليزية)